# Oued Ifrane
Oued Ifrane (en àrab واد إيفران, Wād Ifrān; en amazic ⵡⴰⴷ ⵉⴼⵔⴰⵏ) és una comuna rural de la província d'Ifrane, a la regió de Fes-Meknès, al Marroc. Segons el cens de 2014 tenia una població total de 10.805 persones.